# 李学垣
李学垣（1932年—），男，湖北红安人，中国土壤学家、教育家，曾任华中农业大学教授、博士生导师。